# Harpactirella latithorax
Harpactirella latithorax é uma espécie de aranha pertencente à família Theraphosidae (tarântulas).